# USS Card
USS Card (CVE-11), (nguyên mang ký hiệu AVG-11, sau đó lần lượt đổi thành ACV-11, CVE-11, CVHE-11, CVU-11 và AKV-40), là một tàu sân bay hộ tống thuộc lớp Bogue của Hải quân Hoa Kỳ trong Chiến tranh Thế giới thứ hai. Nó nổi bật trong vai trò mang máy bay chống tàu ngầm đối phương, và sau khi chiến tranh kết thúc, đang khi trong lực lượng dự bị, nó được xếp lại lớp thành một tàu sân bay trực thăng hộ tống, rồi như một tàu sân bay tiện ích.
Được tái hoạt động như một Tàu Hải quân Hoa Kỳ, Card từng tham gia vận chuyển máy bay sang Việt Nam và là một mục tiêu bị đặc công Quân Giải phóng miền Nam tấn công và đánh chìm tại Sài Gòn vào ngày 2 tháng 5 năm 1964. USS Card bị tháo dỡ tại Clatskanie, Oregon, vào năm 1971.

## Thiết kế và chế tạo
Card được đặt lườn vào ngày 27 tháng 10 năm 1941 như là một tàu chở hàng kiểu C-3 mang số hiệu lườn 178, nhưng được Ủy ban Hàng hải Hoa Kỳ trưng dụng trong khi đang chế tạo và được cải biến thành một tàu sân bay hộ tống với ký hiệu AVG 11. Nó được hạ thủy vào ngày 27 tháng 2 năm 1942 bởi hãng Seattle-Tacoma Shipbuilding tại Tacoma, Washington; được đỡ đầu bởi Bà J. Perry. Được xếp lại lớp thành ACV-11 vào ngày 20 tháng 8 năm 1942, Card được đưa ra hoạt động vào ngày 8 tháng 11 năm 1942 dưới quyền chỉ huy của Thuyền trưởng, Đại tá Hải quân J. B. Sykes.

## Lịch sử hoạt động

### Chiến tranh Thế giới thứ hai
Khởi hành từ San Diego vào ngày 18 tháng 1 năm 1943, Card đi đến Hampton Roads vào ngày 1 tháng 2 và tiến hành huấn luyện trong vịnh Chesapeake. Nó tham gia vận chuyển máy bay và binh lính từ New York đến Casablanca cho Chiến dịch đổ bộ lên Bắc Phi từ ngày 14 tháng 5 đến ngày 1 tháng 6, và quay trở về đến Norfolk vào ngày 5 tháng 7. Nó được xếp lại lớp với ký hiệu CVE-11 vào ngày 15 tháng 7 năm 1943. Card khởi hành từ Norfolk như là soái hạm của Đội đặc nhiệm TG 21.14, một trong những đội tìm và diệt tàu ngầm tiền phong của Hoa Kỳ để chống lại tàu ngầm Đức. Chuyến đi đầu tiên từ ngày 27 tháng 7 đến ngày 10 tháng 9 năm 1943 rất thành công. Máy bay của nó đã đánh chìm U-117 vào ngày 7 tháng 8 ở tọa độ 39°32′B 38°21′T / 39,533°B 38,35°T, U-664 vào ngày 9 tháng 8 ở tọa độ 40°12′B 37°29′T / 40,2°B 37,483°T, U-525 vào ngày 11 tháng 8 ở tọa độ 41°29′B 38°55′T / 41,483°B 38,917°T, và U-847 vào ngày 27 tháng 8 ở tọa độ 28°19′B 37°58′T / 28,317°B 37,967°T.
Chuyến đi thứ hai từ ngày 25 tháng 9 đến ngày 9 tháng 11 còn hiệu quả hơn nữa. Máy bay của Card phát hiện một nhóm bốn tàu ngầm đang được tiếp nhiên liệu vào ngày 4 tháng 10 và đã đánh chìm hai trong số chúng: U-460 ở tọa độ 43°13′B 28°58′T / 43,217°B 28,967°T và U-422 ở tọa độ 43°18′B 28°58′T / 43,3°B 28,967°T. Chín ngày sau ở tọa độ 48°56′B 29°41′T / 48,933°B 29,683°T, U-402 trở thành nạn nhân của máy bay từ Card. Máy bay của nó diệt thêm một tàu ngầm vào ngày 31 tháng 10 khi họ đánh chìm U-584 ở tọa độ 49°14′B 31°55′T / 49,233°B 31,917°T. Chiến công thứ năm cũng cuối cùng của chuyến đi này là vào ngày 1 tháng 11 bởi một trong những tàu hộ tống cho Card. Sau một cuộc đối đầu ác liệt ở tầm ngắn, tàu khu trục Borie đã húc trúng và đánh chìm U-405 ở tọa độ 50°12′B 30°48′T / 50,2°B 30,8°T. Bị hư hại quá nặng không thể cứu, Borie được một trong các tàu hộ tống khác đánh đắm. Do hoạt động xuất sắc ở nhiệm vụ chống tàu ngầm trong giai đoạn từ ngày 27 tháng 7 đến ngày 25 tháng 10, Card và đội đặc nhiệm của nó đã được tặng thưởng Đơn vị Tuyên dương Tổng thống.
Card bắt đầu chuyến đi tìm-diệt tàu ngầm thứ ba của nó vào ngày 24 tháng 11 hướng ra Bắc Đại Tây Dương. Sau đó vào ngày 23 tháng 12, đội đặc nhiệm đi đúng vào một "bầy sói"; trong vòng 5 giờ Card có 12 lần tiếp xúc với đối phương. Tàu khu trục Schenck đã đánh chìm được tàu ngầm U-645 ở tọa độ 45°20′B 21°40′T / 45,333°B 21,667°T, nhưng một trong các tàu hộ tống khác, Leary, bị đánh chìm do sự tấn công phối hợp của ba tàu ngầm ở tọa độ 45°00′B 22°00′T / 45°B 22°T. Card săn đuổi các tàu ngầm đối phương suốt đêm chỉ với sự hộ tống của Decatur, trong khi Schenck cứu những người còn sống sót trên chiếc Leary. Đội đặc nhiệm quay trở về Norfolk vào ngày 2 tháng 1 năm 1944.
Từ ngày 18 tháng 3 đến ngày 17 tháng 5, Card làm nhiệm vụ vận chuyển giữa Norfolk và Casablanca, rồi trải qua một đợt đại tu kéo dài đến ngày 4 tháng 6, khi nó đi đến Quonset Point tiến hành các cuộc thực tập chuẩn nhận phi công. Nó quay trở về Norfolk vào ngày 21 tháng 6 để phục vụ như là hạt nhân của Đội đặc nhiệm 22.10. Đơn vị tìm-diệt tàu ngầm này rời Norfolk vào ngày 25 tháng 6, và vào ngày 5 tháng 7, hai trong số các tàu hộ tống của nó, các tàu hộ tống khu trục Thomas và Baker, đã đánh chìm tàu ngầm Đức U-233 ở tọa độ 42°16′B 59°49′T / 42,267°B 59,817°T. Ba mươi người còn sống sót của chiếc tàu ngầm, kể cả vị thuyền trưởng sau đó bị tử thương, được Card vớt lên và đưa lên bờ tại Boston vào ngày hôm sau.
Chuyến tuần tiễu chống tàu ngầm tiếp theo của Card diễn ra tại khu vực Caribbe từ ngày 10 tháng 7 đến ngày 23 tháng 8 không gặp sự kiện nào. Nó khởi hành vào ngày 18 tháng 9 như là soái hạm của Đội đặc nhiệm 22.2 để tuần tra ngoài khơi quần đảo Açores, trong đó nó đã phối hợp với Đội Hộ tống 9 Anh Quốc tấn công một tàu ngầm vào ngày 12 tháng 10. Sau một chuyến tuần tra khác cùng với Đội đặc nhiệm 22.2 từ ngày 1 tháng 12 năm 1944 đến ngày 22 tháng 1 năm 1945, Card đi vào Xưởng hải quân Philadelphia để được đại tu, vốn kéo dài cho đến ngày 7 tháng 2; sau đó nó vận chuyển máy bay Không lực Hoa Kỳ cùng nhân sự Lục quân và Hải quân đến Liverpool, và quay trở về Norfolk ngày 12 tháng 3. Từ ngày 21 tháng 3 đến ngày 24 tháng 5, Card đặt căn cứ tại Quonset Point, tiến hành chuẩn nhận tàu sân bay cho phi công; sau đó nó vận chuyển người và máy bay đến vịnh Guantanamo từ ngày 21 đến ngày 24 tháng 6, rồi băng qua kênh đào Panama để vận chuyển vật liệu đến Trân Châu Cảng và Guam, và quay về đến San Diego vào ngày 14 tháng 8 năm 1945. Được giao nhiệm vụ "Magic Carpet", nó thực hiện hai chuyến đi đến Trân Châu Cảng và một chuyến đến khu vực Tây Thái Bình Dương từ ngày 21 tháng 8 đến ngày 16 tháng 12 năm 1945 để hồi hương cựu quân nhân phục vụ ở nước ngoài. Card rời Alameda vào ngày 7 tháng 1 năm 1946, quay trở về bờ Đông Hoa Kỳ, nơi nó được cho ngừng hoạt động và đưa về lực lượng dự bị tại Norfolk vào ngày 13 tháng 5 năm 1946.
Đang khi nằm trong lực lượng dự bị, nó được xếp lại lớp thành tàu sân bay hộ tống máy bay trực thăng với ký hiệu lườn CVHP-11 vào ngày 12 tháng 6 năm 1955; rồi thành một tàu sân bay tiện ích với ký hiệu lườn CVU-11 vào ngày 1 tháng 7 năm 1958.

### Chiến tranh Việt Nam
Con tàu được cho tái hoạt động vào ngày 16 tháng 5 năm 1958 như là tàu hải quân USNS Card, và được xếp lại lớp vào ngày 7 tháng 5 năm 1959 như một tàu vận chuyển máy bay mang ký hiệu AKV-40. Nó hoạt động với một thủy thủ đoàn dân sự dưới sự kiểm soát của cơ quan Dịch vụ Vận tải biển Quân sự (MSTS), và dùng vào việc vận chuyển máy bay.
Ngày 2 tháng 5 năm 1964, trong khi neo đậu tại Sài Gòn để bốc dỡ máy bay phục vụ chiến tranh cho Quân lực Việt Nam Cộng hòa, USNS Card bị đặc công Quân Giải phóng miền Nam tấn công bằng người nhái. Chiến sĩ đặc công của Quân Giải phóng Miền Nam là Lâm Sơn Náo thuộc lực lượng đặc công Sài Gòn-Gia Định đã bí mật lặn tới tàu, đặt 2 khối chất nổ, mỗi khối gồm 40 kg TNT và 2 kg C4. Hai khối thuốc nổ được đặt cách nhau 10m, áp chặt lườn tàu làm nổ tung hông tàu. Card bị đắm ở độ sâu 15 m (48 ft) nước (độ sâu sông Sài Gòn tại cầu cảng) cùng với nhiều hàng hóa, đạn dược mà nó chở theo.
Sau đó, quân Mỹ điều thợ lặn tới sửa chữa, vá chỗ thủng và bơm nước ra ngoài. Nó nổi trở lại được vào ngày 19 tháng 5, rồi được kéo đến Căn cứ Hải quân vịnh Subic, và sau đó là Yokosuka để sửa chữa. Card quay trở lại phục vụ vào ngày 11 tháng 12.
Card cuối cùng được cho ngừng hoạt động vào ngày 10 tháng 3 năm 1970. Nó được rút khỏi danh sách Đăng bạ Hải quân vào ngày 15 tháng 9 năm 1970 và bị bán để tháo dỡ vào năm 1971.

## Phần thưởng
Card được tặng thưởng danh hiệu Đơn vị Tuyên dương Tổng thống và ba Ngôi sao Chiến đấu do thành tích phục vụ trong Thế Chiến II.